# Neogalea sunia
Neogalea sunia är en fjärilsart som beskrevs av Achille Guenée 1852. Neogalea sunia ingår i släktet Neogalea och familjen nattflyn. Inga underarter finns listade i Catalogue of Life.

## Bildgalleri

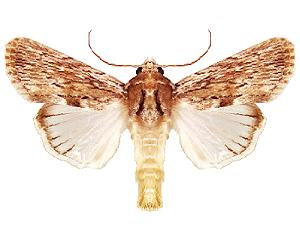